# Абдулазимов, Наги Керим оглы
Наги Керим оглы Абдулазимов (азерб. Nağı Kərim oğlu Əbdüləzimov; 14 декабря 1936 год, Зод, Армянская ССР — 8 сентября 2001 год, Гянджа) — государственный и политический деятель. Депутат Милли меджлиса Азербайджанской Республики II созыва.

## Биография
Родился Наги Абдулазимов 14 декабря 1936 году в селе Сотк, ныне Гехаркуникской области Республики Армения. В 1953 году после окончания средней школы села Зод поступил на обучение в педагогический институт на факультет русского языка и литературы. С 1957 по 1962 годы работал учителем языка и литературы в средней школе. В сентябре 1962 года был избран первым секретарем Басаркечарского районного комитета комсомола и работал на этой должности до августа 1967 года.
С 1967 по 1969 годы учился в Бакинской Высшей партийной школе. С 1969 по 1974 годы работал председателем колхоза в селе Зод. С 1974 по 1976 годы преподавал в Гянджинском техникуме легкой промышленности.
С февраля 1976 года по апрель 1981 года работал инструктором в Гянджинском городском комитете Компартии Азербайджана. С апреля 1981 года по ноябрь 1991 года — заместитель заведующего отделом — заведующий дома политического просвещения в Гянджинском городском партийном комитете.
С 1991 по 1997 годы работал заведующим культурно-деловым центром.
С 1993 года был членом партии «Новый Азербайджан». В 1997 году избран председателем Гянджинской организации партии «Новый Азербайджан». На I съезде партии был избран членом Политического Совета.
На парламентских выборах в ноябре 2000 года был избран депутатом Милли Меджлиса Азербайджанской Республики II созыва по избирательному округу № 32 в городе Гяндже.
Совершил хадж в ряде зарубежных стран — Финляндии, Англии, Алжире, Венгрии,Турции, в 1998 году — в Саудовской Аравии.
Наги Абдулазимов скончался 8 сентября 2001 года в Гяндже в возрасте 64 лет.